# Taurkalne (stacja kolejowa)
Taurkalne (ros. Тауркалне) – stacja kolejowa w miejscowości Taurkalne, w gminie Bauska, na Łotwie. Położona jest na linii Jełgawa - Krustpils.